# 鳥生夫人
鸟生夫人（?—?）金氏，新羅第19代君主纳祗麻立干的女儿，第22代君主智证王的母亲。
鸟生夫人是纳祗麻立干的女儿，嫁给纳祗麻立干弟弟金卜好的儿子金习宝。生下儿子金智大路。炤知麻立干十一年（412年），讷祇王的孙子炤知王去世，没有后代。鸟生夫人六十四岁的儿子金智大路即位，为智证王。

## 家族
- 父亲：纳祗麻立干
- 丈夫：金习宝，17代王奈勿尼師今的孙子，金卜好的儿子
  - 长子：智證王
  - 次子：乃宿
  - 长女：保兮
  - 次女：善兮夫人，炤知麻立干的夫人
  - 三子：阿珍宗